# Periodo de la cerámica Chulmun

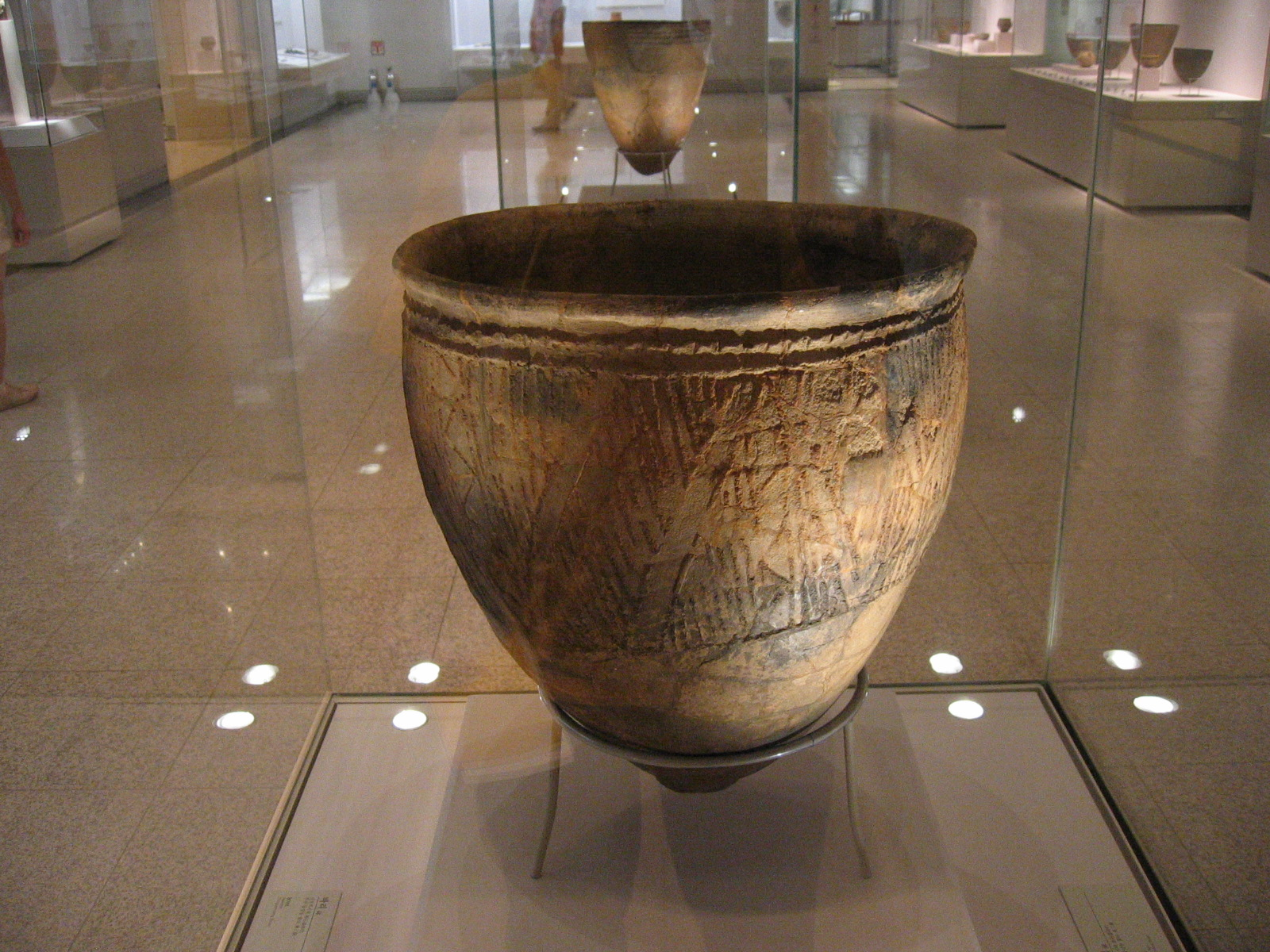
Vaso de terracota. Decoración en relieve aplicado. Chulmun, fase 2 (5000-4000 a. C.). Descubierto en Busan [Pusan], costa sureste. Museo nacional de Corea

El periodo de la cerámica Chulmun (즐문, Jeulmun según la romanización revisada :  «cerámica al peine») es un periodo de la Corea prehistórica, que abarca  aproximadamente del 8000 al 1500 a. C. Como el resto de Asia del Noreste fue una de las regiones más antiguas en fabricar recipientes de cerámica. Es así habitualmente considerada como el neolítico coreano, pero difiere por la ausencia de una agricultura intensiva, dado que la alimentación se basaba en la pesca, la caza y la recolección (de marisco, moluscos marinos, en particular). No obstante el cultivo del mijo está atestiguada en diversos lugares: el mijo de los pájaros (setaria italica), entre otros, constituía una aportación nutricional secundaria. 
El comienzo de este periodo está marcado por el ascenso del nivel de la mar causado por el final de la era glaciar; del 8000 al 4000 a. C., el mar sube 3 metros para alcanzar su nivel actual, que terminó por hacer de Corea una península. Un fenómeno que ha afectado particularmente a las zonas llanas del Mar Amarillo y del estrecho de Corea. Los establecimientos costeros pudieron pues haber sido anegados progresivamente, a medida que retrocedían ante la subida de las aguas. 

## La cultura Chulmun y su estudio actual
Había en 2015, 871 yacimientos Chulmun (entre 8000 y 1500 a. C.) en el conjunto de la península, de los cuales 222 han sido excavados, 148 en Corea del Norte (120 000 km²) y 723 en Corea del Sur (100 000 km²). Esta diferencia refleja probablemente la desigualdad en el número de excavaciones arqueológicas en estos Estados. 
Los  yacimientos excavados se reparten en tres categorías: los montículos concheros con grupos de hogares, estructuras de piedras apiladas y/o semienterradas,  y finalmente instalaciones en habitaciones semienterradas. En numerosos yacimientos se descubrieron montones de conchas marinas fosilizadas, lo que plantea un problema, porque algunos se consideran lugares de residencia estacionales, como lugares de residencia permanentes, aunque muy pocos entre ellos estén asociados a construcciones habitacionales semienterradas.
Durante la larga duración de este periodo la población se incrementó, pero los hábitats que han quedado son de muy pequeño tamaño (a menudo, entre una y cinco habitaciones) aparte de algunos, muy escasos, pueblos de mayor tamaño (entre 24 y 66 habitaciones, para la fase 3, de máximo desarrollo. Hecho que no excluye que estos asentamientos grandes fueran el resultado de que las poblaciones se reagruparan de manera estacional o periódica, para rituales, fiestas y competiciones.
En ningún momento se distinguen signos de diferenciación social jerárquíca. En cambio, durante la fase de desarrollo de la cerámica llamada del peine» (4000- 3000 a. C.) se puede percibir ciertas diferencias sociales «horizontales», en las habitaciones. Pero podría tratarse de lugares de reagrupamiento por género, u ocasional / estacional. A diferencia de las representaciones admitidas hasta 2012, no se constata el surgimiento de ninguna élite entre 2500 y 1500 a. C. Al contrario, la población no cesó de decrecer y desaparecer en esta época, señal de la diferenciación social. La Edad del Bronce aparece  como la continuación lógica del periodo Chulmun.

## Cronología
- La cerámica Chulmun, propiamente dicha, es decir «al peine», se difundió y dominó a aquellas que la habían precedido hacia el año 3500 a. C. Su presencia, sobre todo el territorio, ha permitido nombrar a este periodo antiguo, pero la producción de cerámica no se limitó , de hecho, únicamente a a cerámica «al peine». Las cronologías tradicionales se apoyan en las diferentes producciones de cerámica, pero plantea problemas. Así, el «periodo Chulmun medio» puede referirse a secuencias temporales diferentes, del 4500-3500, 4000-3000 o 3500-3000 a. C., según los investigadores y según las regiones consideradas.[2] Ahora bien, en esta secuencia temporal tan amplia, es necesario distinguir varias fases que permiten, sin embargo, una aproxima más fácil. Un estudio antropológico sobre el hábitat y publicada en 2015, permite revisar las ideas antieriormente admitidas.[4] La cronología de este estudio, fundada sobre de la datación por el carbono 14 (y no sobre las tipologías de cerámicas) y se distribuye así en cinco fases.

### Fase 1: 8000-5000a.C.
Los más antiguos restos de alfarería se remontarían a un período entre alrededor de 10 000 años a. C., y 7000 años a. C. Estas cerámicas Chulmun arcaicas, de tipo Mumun-yang, las más antiguas halladas en Corea a fecha de 2015, se descubrieron en el yacimiento de Kosan-ri [o Kosan-ni] de la isla Jeju, en el contexto de un yacimiento de microlitos, que indican una cultura del final del Paleolítico. Las 10 habitaciones están semienterradas. Estas cerámicas se descubrieron también en el yacimiento de Ojin-ri. No llevan ninguna decoración y descansan sobre un fondo plano. Estos sitios contienen también cerámica de la fase siguiente, del tipo Yunggimun.
El asentamiento de Kosan-ri fue ocupado hacia 8000 años a. C., durante varias fases, hasta el 4000 a. C., como todo el sitio arqueológico de Munam-ri. En el de Osan-ri la mayoría de las 17 habitaciones pertenecen a las fases 2 y 3 (5000-3000 a. C.), una sola pertenece a la fase 1. Ojin-ri se halla en unos abrigos bajo la roca.

### Fase 2: 5000-4000a.C.

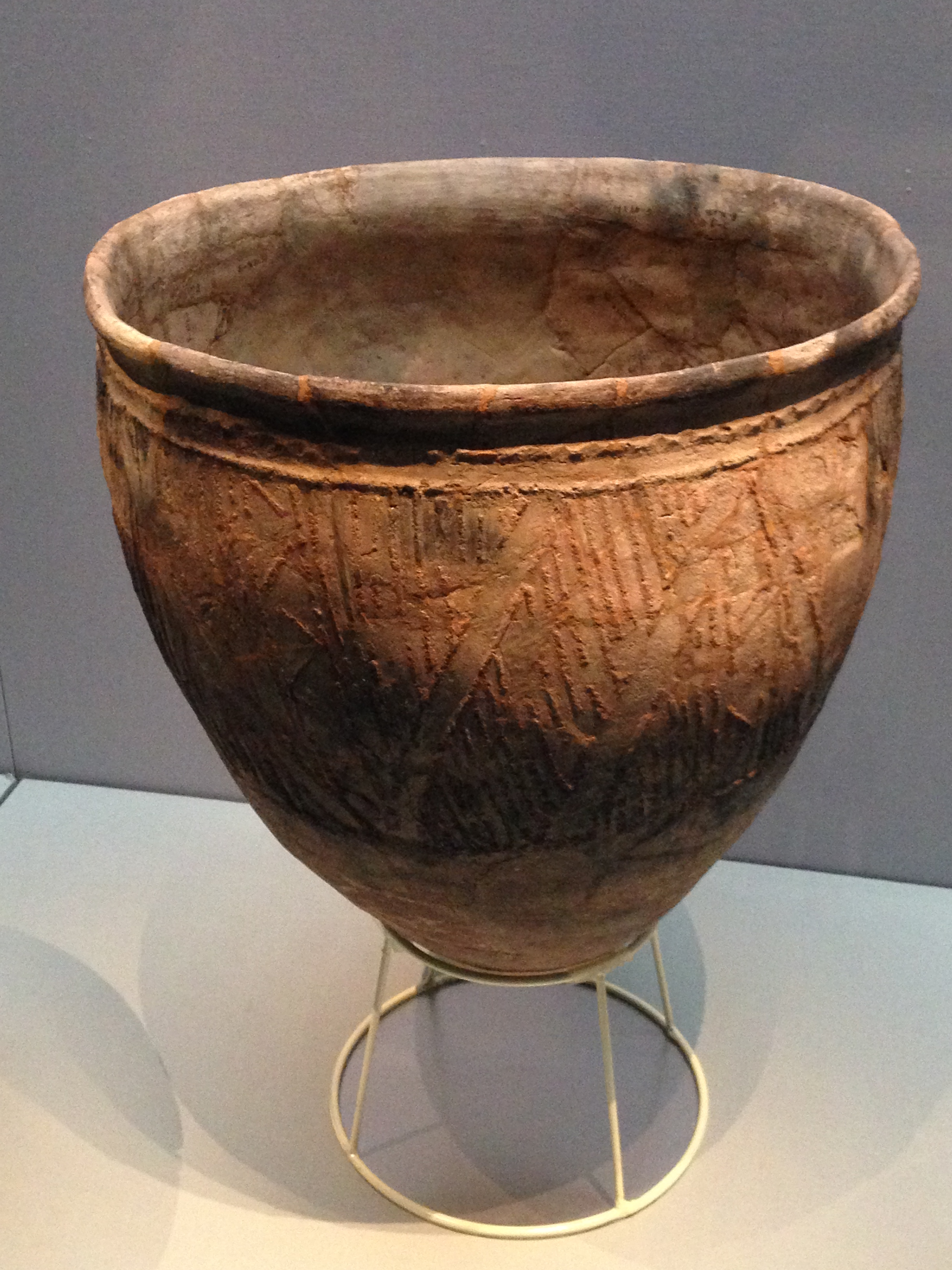
Vaso de terracota. Decoración aplicada. 5000-4000 a. C. En el yacimiento de Busan [Pusan], costa Sudeste. Museo Nacional de Corea.

La cerámica que lleva una decoración en relieve a, conocida en inglés con el nombre deraised-design pottery, cuya traducción al español es «cerámica de diseño en relieve») se conoce como Yunggimun. Proviene de la costa este y sur de la península coreana: Osan-ri (de donde deriva el nombre de tipología «Osan-ri» [o Kosan-ni] ), Munam-ri (Goseong-gun, Gangwon-do), Dongsam-dong (en frente de Busan) y Song-do (Yeosu). Esta cerámica consta esencialmente de cuencos de fondo plano, decorados con motivos en relieve, repujados y pintados  recuerdan a la cerámica del periodo Jōmon del Japón antiguo. El yacimiento de Osan-ri de este periodo contiene otro tipo de cerámica de fondo plano, con decoración en los labios de los vasos con frisos con pequeños puntos, practicados con punzón o mediante estampación.
Las habitaciones de la fase 2, que corresponden a Osan-ri, Munam-ri, Song-do y Tongsam-do, son pequeñas agrupaciones utilizaaos de manera intermitente. La más importante, Osan-ri, consta de 17 habitaciones, de las que 13 podrían pertenecer a esta fase. Se caracteriza por pequeños pueblos semi-permanentes ubicados cerca del litoral de Corea del Sur: al Noreste Munam-ri y Osan-ri, al Sur Tongsam-dong ( Ubong-ri en la costa de Ulsan )  y Song-do. El hábitat estaría constituido pro cabañas redondas semienterradas cubiertas con techumbres de ramajes y que albergaban a cuatro o cinco personas. Se practicaban la caza y  la pesca y también se explotaba el marisco. Arroz fitolito que data del 4300 a. C., se ha encontrado dentro de recipientes, pero sin que se pueda asegurar que lo sea.

### Fase 3: 4000-3000a.C.

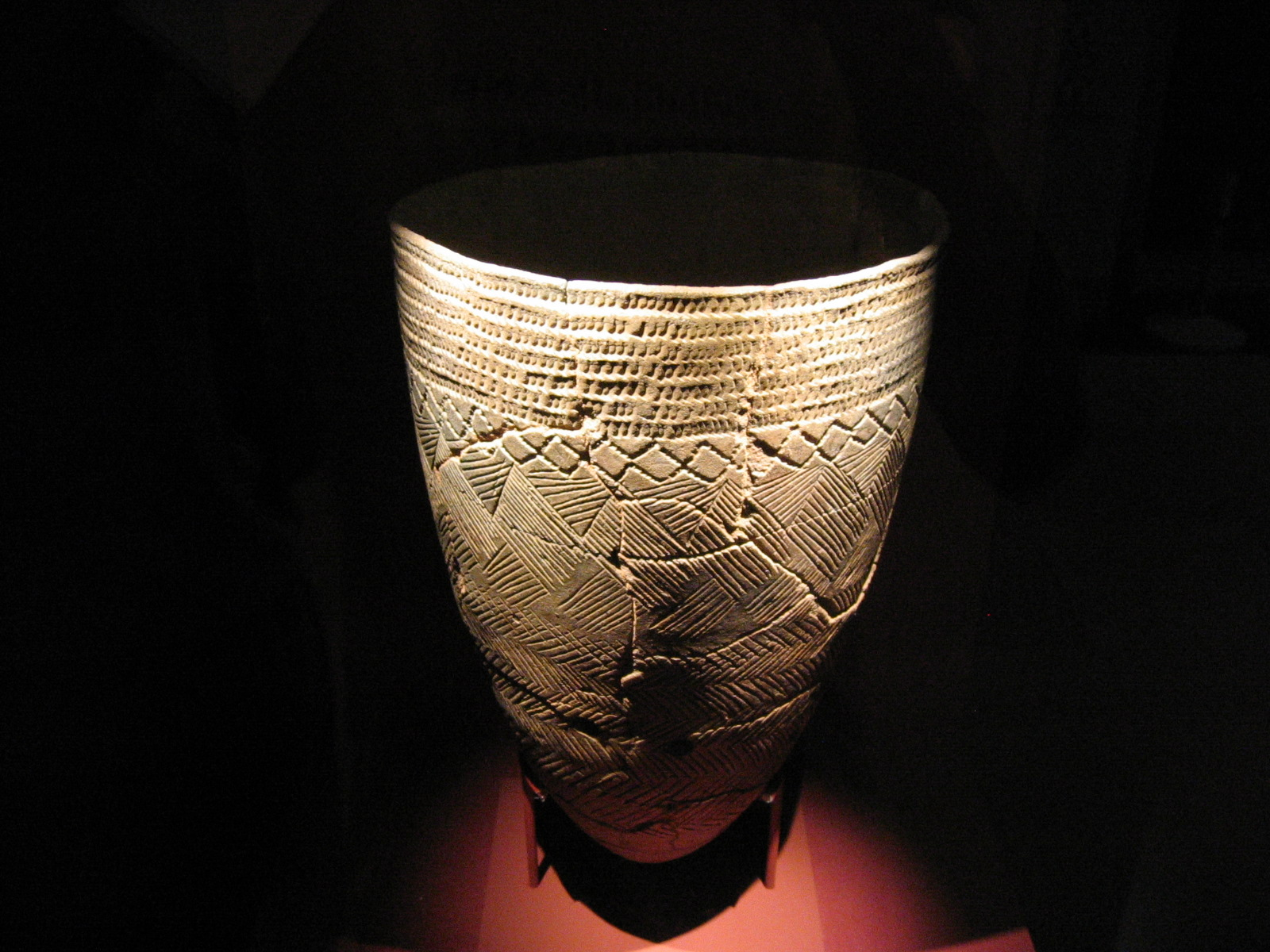
Vaso de terracota. Estilo clásico de Chulmun con decoración «al peine». Neolítico medio. Museo Nacional de Corea.

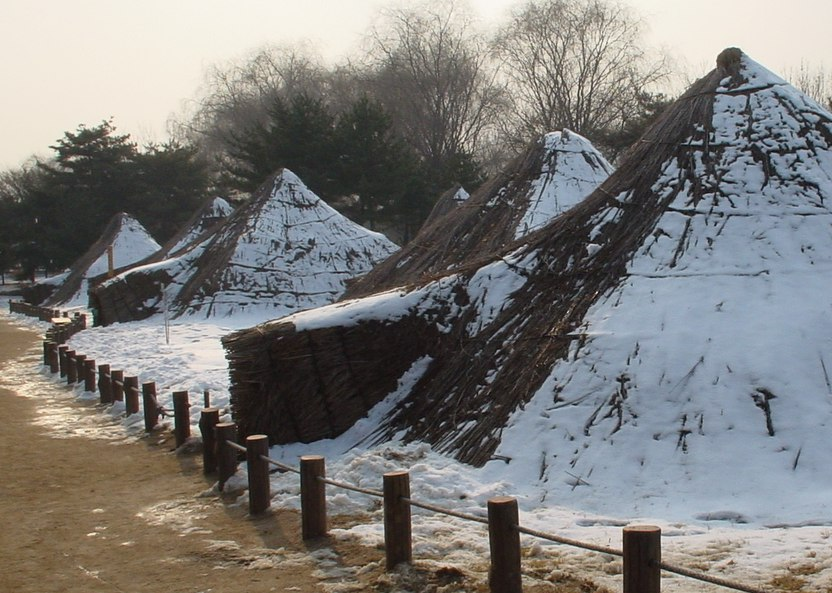
Fase 3: reconstrucción de un hábitat en el asentamiento de Amsa-dong (30 habitaciones semienterradas)

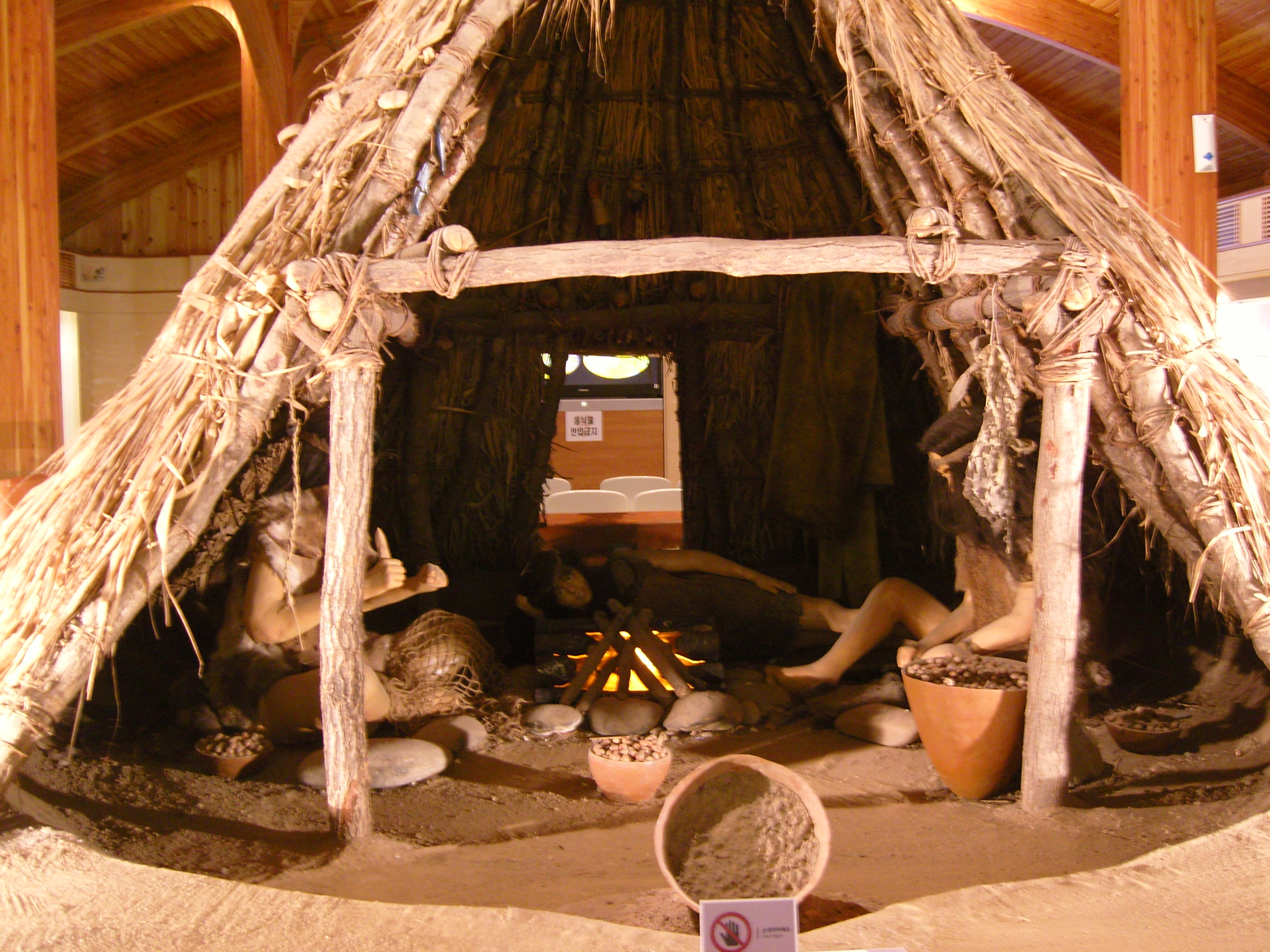
Reconstrucción de una habitación semi-nterrada de Amsa-dong.

Es la fase de expansión de la cerámica «al peine» ((denominada en inglés, comb-patterned pottery, «cerámica con motivos de peine») . Este tipo  se llama en coreano, chulmun togi, jeulmun togi o bitsalmuni togi. La decoración con trazos incisos paralelos aparece en vasos  de base plana (Noreste y Este de Corea) y en piezas cerámicas con la base puntiaguda (noroeste, centro-oeste y sur). en este tipo de vasos del oeste central se distinguen dos tipos: los que muestran un solo motivo decorativo, y los que muestran varios, como en Amsa-dong. Este tipo de cerámica  se encuentra en el noreste de China  y también en toda Eurasia (por ejemplo, en la cultura de la Cerámica del Peine en el noreste de Europa neolítica.
Durante la fase 4000-3000 a. C., aparecen otros indicios de neolitización. El cultivo del mijo está atestiguado en varios asentamientos del periodo Chulmun. Se ha encontrado mijo de pájaros (setaria italica ) y mijo común (panicum miliaceum). Se descubrió un campo dedicado al cultivo del arroz en terreno no inundado. Pero el territorio de entonces estaba poblado poco y la inversión en el desarrollo de los campos, era muy reducida. Estos dos factores explican que las pequeñas comunidades aldeanas que incrementaran un poco, estuvieran sistemáticamente fragmentadas y dispersas, cuando una forma de poder, más allá de los límites de la los hogares habitacionales, parece que al aparecer la comunidad se dispersó. Ninguna jerarquía social surgió durante este largo periodo de la prehistoria de Corea.
Los principales yacimientos conocidos son Amsa-dong en Seúl, Sopohang (Rasŏn), Gado (Jeolla del Norte), Osan-ri (Gangwon), Sejuk-ri (Ulsan) y Dongsam-dong en Busan.

### Fase 4: 3000-2000a.C.
Este periodo se extiende del 3000 al 2000 a. C. La dieta estaba basada en la pesca en el mar, la caza y el marisco como lo demuestra los numerosos køkkenmøddings (montículo de caparazones y conchas). Sin embargo, la agricultura existía y se han encontrado herramientas agrícolas de piedra y restos de plantas carbonizadas. Las cerámicas se decoraban con líneas curvas. 
El número de asentamientos disminuyó mucho y estaban menos dispersos.< La mayoría de ellos eran más pequeños y el número de habitaciones estaba en torno a una media inferior a 5, mientras que los más grandes alcanzaron hasta 38 habitaciones.

### Fase 5: 2000-1500a.C.
El Chulmun tardío (2000 a 1500 a. C.) sufrió un declive en la importancia del consumo de marisco y un refuerzo de las instalaciones en los territorios del interior, hecho que convirtió a la población más dependiente de las plantas cultivadas. Entre otras técnicas, se puso en práctica la agricultura itinerante sobre terrenos deforestados mediante el fuego. Estos indicios permiten asegurar que el cultivo del arroz comenzó a difundirse en la cuenca del río Han.
Kim Jangsuk sugirió que estos grupos de cazadores-recolectores-agricultores habrían sido expulsado gradualmente de su territorio, hacia el sur, por una nueva población migrante, que practicaba una agricultura itinerante más eficaz y portadora de la cultura del periodo de la cerámica Mumun (no decorada),> lo que habría tenido por efecto echarlos de sus territorios de caza. Pero esta opinión es discutida por un estudio reciente de las cerámicas Chulmun tardías, que evidencian una lenta evolución interna hacia los caracteres de la cerámica Mumu: no hay que considerar ninguna «invasión», la evolución se habría producido localmente.

## Porvenir de la investigación
El comienzo de este periodo está marcado por el ascenso del nivel de la mar causado por el final de las glaciones. Del 8000 al 4000 a. C., el mar ascendió 30 metros para alcanzar su nivel actual y transformó a Corea en una península. Fenómeno que afectó sobre todo  a las zonas de llanura del Mar Amarillo y del Estrecho de Corea. Los establecimientos costeros fueron anegados progresivamente, a medida que retrocedían ante la subida de las aguas.  También, al porvenir, el desarrollo de la arqueología submarina y de las técnicas de excavación permitirá renovar radicalmente los conocimientos de la Prehistoria de la cultura Chulmun, muy probablemente, implantada en las costas que hoy están inundadas.